# Gylippus oculatus
Gylippus oculatus är en spindeldjursart som först beskrevs av Roewer 1960.  Gylippus oculatus ingår i släktet Gylippus och familjen Gylippidae. Inga underarter finns listade i Catalogue of Life.